# Hugh Keays-Byrne

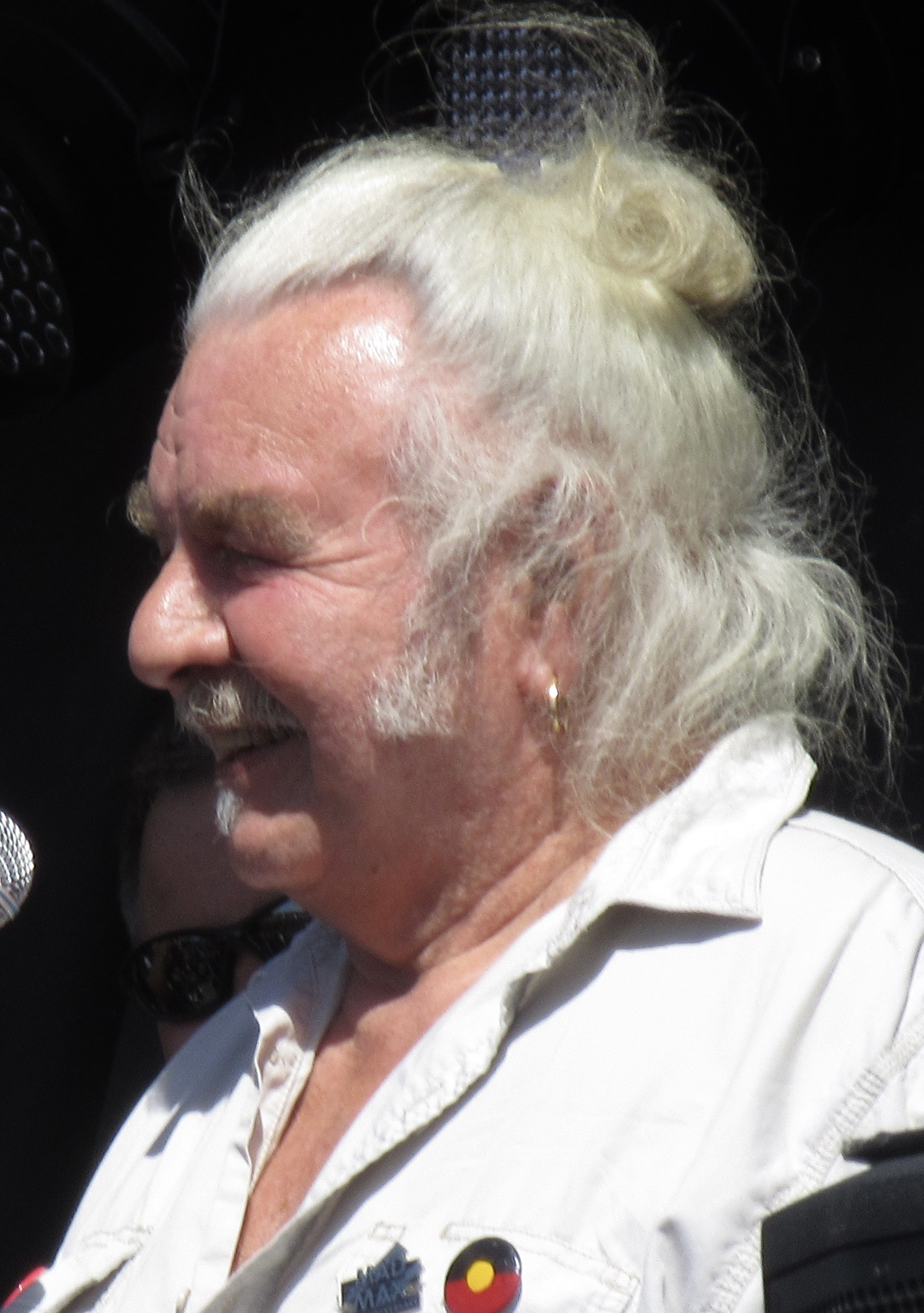
Hugh Keays-Byrne, 2019

Hugh Keays-Byrne (* 19. Mai 1947 in Srinagar, Indien; † 2. Dezember 2020 in Gosford, New South Wales, Australien) war ein australischer Schauspieler und Filmregisseur.

## Leben
Keays-Byrne wurde im indischen Bundesstaat Jammu und Kashmir als einziger Sohn seiner britischen Eltern geboren. Die Familie zog nach Großbritannien, als er noch ein Kind war. Er besuchte in England die Schule und begann nach seinem Abschluss eine Karriere als Theaterschauspieler. Zwischen 1968 und 1972 hatte er Rollen in sämtlichen Produktionen der Royal Shakespeare Company.
Sein erstes Engagement beim Fernsehen erhielt Keays-Byrne 1967 bei der britischen Serie Boy Meets Girl. Er zog nach Australien, als eine Theaterproduktion des Stücks Ein Sommernachtstraum ebendort tourte. 1974 folgten nach einem Auftritt in der Fernsehsendung Essington größere Rollen in Filmen wie Stone, Mad Dog, The Trespassers und Snapshot. Nachdem er 1978 im Fernsehdrama Der Geisterzug von Clematis mitspielte, erlangte Keays-Byrne seine weltweit bekannteste Rolle: Als „Toecutter“ im australischen Endzeitfilm Mad Max aus dem Jahr 1979, für dessen Verkörperung er für den AACTA Award als bester Nebendarsteller nominiert wurde.
In den 1980er Jahren spielte er in Filmen wie The Chain Reaction, Strikebound, Redwing – Flucht vor den schwarzen Droiden und Die Jugger – Kampf der Besten mit. 1992 hatte Keays-Byrne sein Regiedebüt beim Film Resistance, in dem er selbst eine Rolle spielte. Bis Ende der 1990er Jahre spielte er ausschließlich in Fernsehproduktionen mit.
2007 wurde Keays-Byrne für eine Rolle im Film Justice League: Mortal von Regisseur George Miller besetzt, der Film wurde jedoch später annulliert. Keays-Byrne kehrte 2015 ein weiteres Mal für den Film Mad Max: Fury Road als Hauptantagonist „Immortan Joe“ zum Mad-Max-Franchise zurück.
Er starb am 2. Dezember 2020 im Alter von 73 Jahren im Krankenhaus von Gosford in New South Wales.

## Filmografie (Auswahl)
Schauspieler
- 1967: Boy Meets Girl (Fernsehserie, 1 Episode)
- 1974: This Love Affair (Fernsehserie, 1 Episode)
- 1974: Stone
- 1974: Essington (Fernsehfilm)
- 1975: Der Mann von Hongkong (The Man from Hong Kong)
- 1975: Ben Hall (Fernsehserie, 4 Episoden)
- 1975: Polly Me Love (Fernsehfilm)
- 1976: Jagd nach Gold (Rush, Fernsehserie, 1 Episode)
- 1976: Mad Dog – Der Rebell (Mad Dog Morgan)
- 1976: The Trespassers
- 1976: Auf Wiedersehen, Charlie! (The Outsiders, Fernsehserie, 1 Episode)
- 1977: The Cake Man (Fernsehfilm)
- 1977: Chopper Squad (Fernsehserie, 1 Episode)
- 1977: Say You Want Me (Fernsehfilm)
- 1978: Der Geisterzug von Clematis (The Death Train, Fernsehfilm)
- 1978: The Tichborne Affair (Fernsehfilm)
- 1978: Die Sturmfahrt der Blue Fin (Blue Fin)
- 1979: Mad Max
- 1979: Der Tag nach Halloween (Snapshot)
- 1979: Barnaby and Me (Fernsehfilm)
- 1980: Die Kettenreaktion (The Chain Reaction)
- 1982: Going Down
- 1980–1982: Secret Valley (Fernsehserie, 6 Episoden)
- 1982: Ginger Meggs
- 1982: Runaway Island (Fernsehserie)
- 1984: Australien-Express (Five Mile Creek, Fernsehserie, 1 Episode)
- 1984: Wo die grünen Ameisen träumen (Where the Green Ants Dream)
- 1984: Strikebound
- 1984: Redwing – Flucht vor den schwarzen Droiden (Starship)
- 1984: Auf und davon (Runaway Island, Fernsehserie, 2 Episoden)
- 1985: Burke & Wills
- 1986: Für die Liebe allein (For Love Alone)
- 1986: Kangaroo
- 1987: Les Patterson rettet die Welt (Les Patterson Saves the World)
- 1988: Badlands 2005 (Fernsehfilm)
- 1988: Dada bedeutet Tod (Dadah Is Death, Fernsehfilm)
- 1988: Joe Wilson (Miniserie, 1 Episode)
- 1989: Die Jugger – Kampf der Besten (The Blood of Heroes)
- 1992: Resistance
- 1995: Singapore Sling: Old Flames (Fernsehfilm)
- 1998: Moby Dick (Miniserie, 2 Episoden)
- 1999: Reise zum Mittelpunkt der Erde (Journey to the Center of the Earth, Miniserie, 2 Episoden)
- 1999: Huntsman 5.1
- 2000–2001: Farscape (Fernsehserie, 2 Episoden)
- 2004: Farscape: The Peacekeeper Wars (Miniserie, 2 Episoden)
- 2011: Sleeping Beauty
- 2015: Mad Max: Fury Road

Filmregisseur
- 1982: Madness of Two (Fernsehfilm)
- 1992: Resistance